# Claude Dubois (pilote automobile)
Pour les articles homonymes, voir Dubois et Claude Dubois (homonymie).
Claude Dubois, né le 26 décembre 1932 à Bruxelles et mort le 7 février 2022 dans la même ville, est un pilote automobile belge des années 1960. 
Spécialisé dans les courses d’endurance, et longtemps membre de l’Équipe nationale belge, il participe notamment à huit reprises aux 24 Heures du Mans, où il remportera une victoire de classe en 1962 sur Abarth-Simca 1300, et une dixième place au classement général en 1966 sur Ferrari 275.

## Biographie

### Jeunesse
Claude Dubois se passionne rapidement pour la compétition automobile, et assiste à plusieurs courses et rallyes. Après s’être acheté une moto, il participe à son premier rallye en 1953. Ses économies lui permettent ensuite de s’acheter —d’occasion— sa première voiture, une Panhard X87, qu’il revend ensuite pour la remplacer par une Triumph TR2 qu’il engage en compétition.

### Carrière sportive

#### Endurance
La carrière sportive de Claude Dubois commence en 1956, année où il est engagé par l’Équipe Nationale Belge pour participer aux 1 000 km de Kristianstad sur une Porsche 550 qu’il partage avec Gilberte Thirion. En 1957, la même équipe l’aligne au départ de plusieurs grands prix. Outre la Porsche qu’il retrouve notamment à Spa et aux 1000 km du Nürburgring, il partage une Jaguar type D avec Alain de Changy aux 6 heures de Kristianstad. La même année voit sa première participation aux 24 Heures du Mans, où la Porsche 356 A que lui avait confiée l’ENB est disqualifiée après 8 heures de course,.

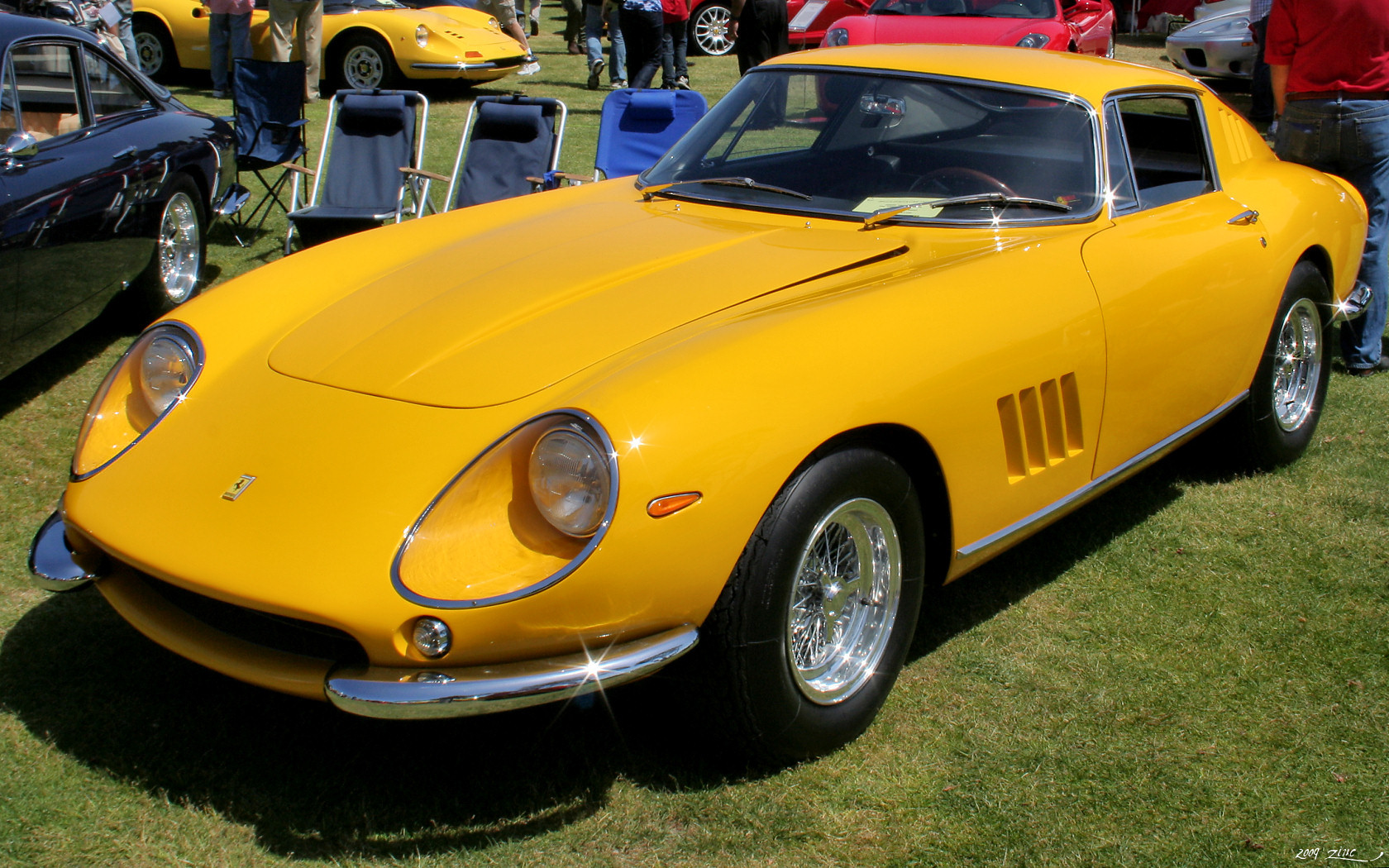
Ferrari 275 GTB similaire à celle conduite par Claude Dubois.

Après avoir couru les 1000 km du Nürburgring 1958 sur une Peugeot 403, il revient aux 24 Heures du Mans sur une Lister-Jaguar, toujours avec l’ENB, mais doit à nouveau abandonner. L’année suivante, il est recruté par Standard-Triumph pour participer à l’édition 1959 sur une TR3 S qui tombera en panne à une heure de la fin de la course,.

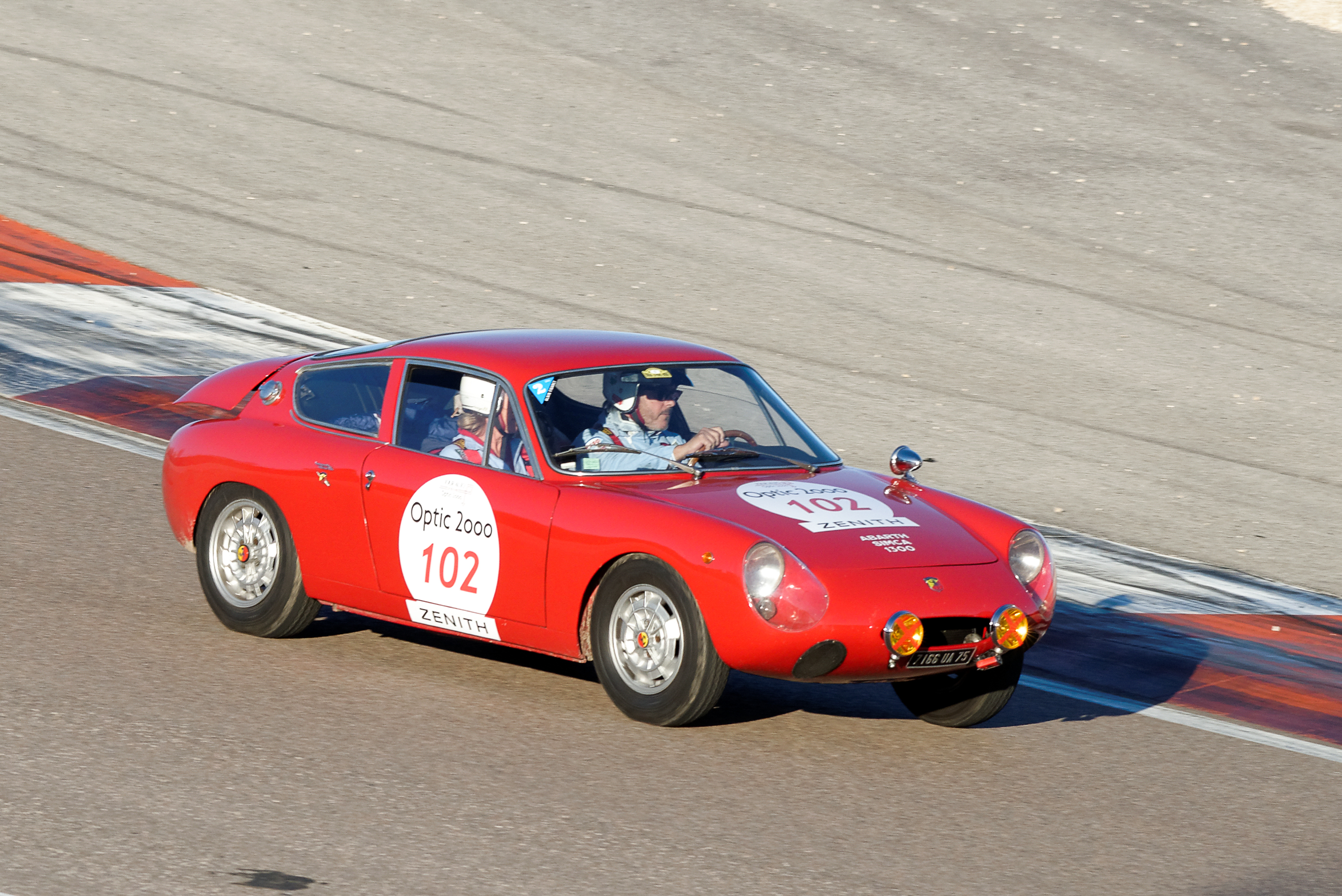
Une Abarth-Simca 1300 GT similaire à celle pilotée par Claude Dubois.

Claude Dubois retrouve l’ENB pour les 24 Heures 1962, où son Abarth-Simca 1300 Bialbero lui permet de décrocher la victoire dans la catégorie prototype de moins de 1 300 cm3 de cylindrée,. La même année, il se classe également cinquième du Grand Prix de Spa et second de la coupe de la cité d’Enna, au volant d’une Fiat-Abarth 1000.
Il participe ensuite à nouveau aux 24 Heures 1964 au sein de l’équipe d’usine du Rootes Group, qui lui confie une Sunbeam Tiger dont le moteur lâche à la quatrième heure de course. Il se classe également quatrième à la course de Zolder du championnat d’Europe des voitures de tourisme, sur Jaguar Mark 2, puis treizième aux 12 Heures de Reims sur Porsche 904, et à nouveau treizième aux 1000 km de Paris, sur une Ferrari 250 GTO de l’ENB.
Pour l’édition 1965 des 24 Heures du Mans, Claude Dubois reçoit à nouveau un volant d’usine de Standard-Triumph, qui engage des Spitfire modifiées en catégorie GT. Partageant son volant avec Jean-François Piot, les deux pilotes se classent seconds de catégorie, et quatorzièmes —et derniers— au classement général, juste derrière l’autre Spitfire pilotée par Jean-Jacques Thuner et Simo Lampinen.
L’année suivante, il est à nouveau présent au Mans, cette fois au volant d’une Ferrari 275 GTB engagée par l’écurie Francorchamps, qu’il partage avec Pierre Noblet. Ils la mèneront à la dixième place, son meilleur résultat sur le circuit de la Sarthe. La même année, il sera également cinquième à Zolder, sur Ferrari 250 LM.
Pour les 24 Heures du Mans 1967 Claude Dubois, qui s’est entre-temps établi comme importateur officiel de Shelby en Belgique, engage en son nom propre une Shelby GT 350, qu’il partage avec Chris Tuerlinx (de). Ils devront cependant abandonner à la 22e heure, sur casse de boîte de vitesses. Il termine sa carrière sportive la même année, après une victoire à Zandvoort, toujours sur Shelby.

#### Rallyes

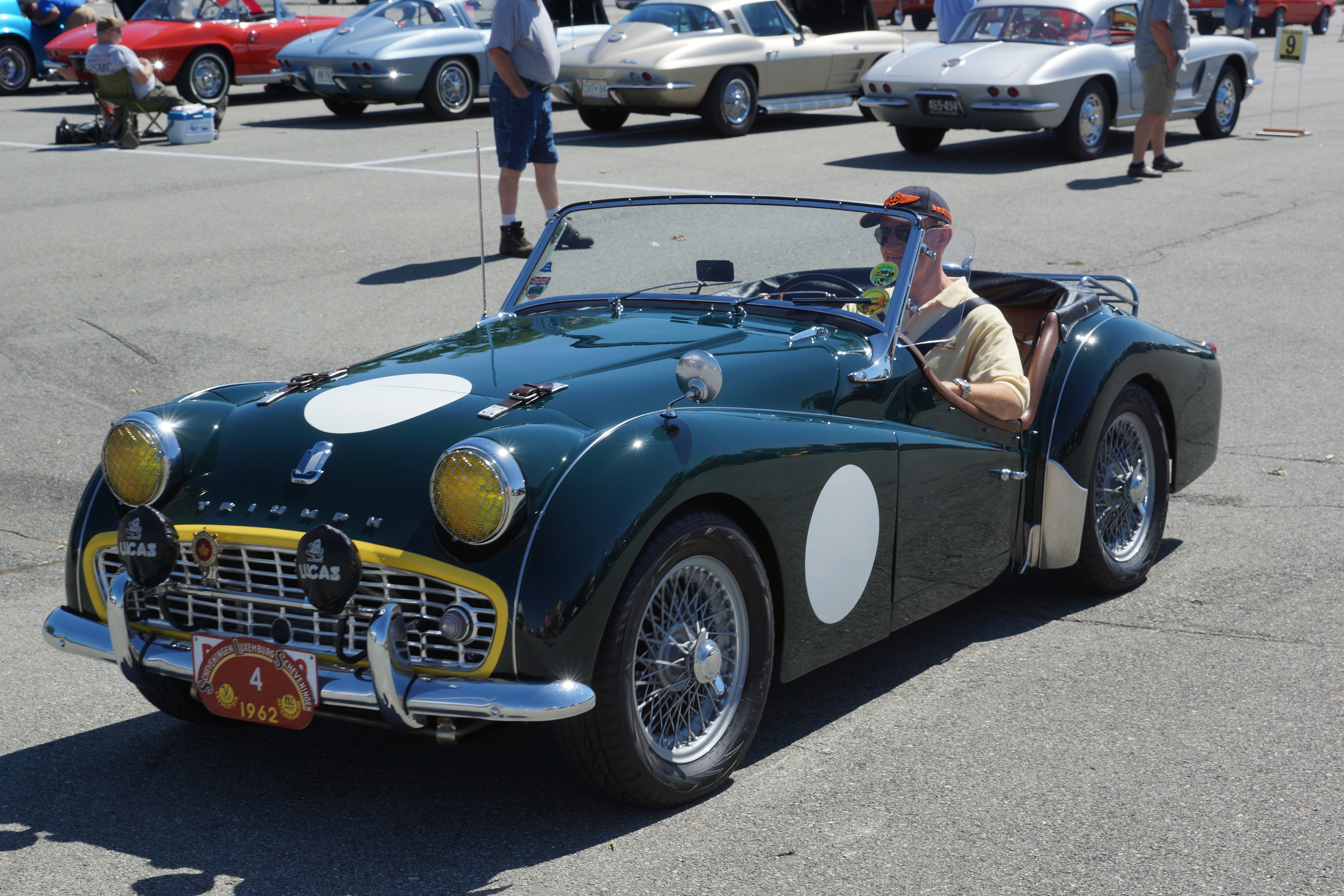
Une Triumph TR3.

Comme de nombreux pilotes des années 1950 et 1960, Claude Dubois participe à des rallyes automobiles en parallèle de son activité de pilote sur circuit. Ainsi, il se classe sixième de l’édition 1958 du Liège-Rome-Liège, où il partage une TR3 engagée par Standard-Triumph avec son compatriote Robert Leidgens,. L’année suivante, il retrouve la même voiture pour le même rallye, qui se conclut cette fois par un abandon sur accident. En 1961, c’est sur une Renault Dauphine qu’il participera à ce rallye devenu le Liège-Sofia-Liège, où il devra abandonner.
Il participe également à plusieurs reprises au Tour de France automobile, un rallye comprenant de nombreuses épreuves sur circuit. En 1962, il s’y classe septième sur une Ferrari 250 GTO qu’il partage avec Lucien Bianchi, malgré un accident de la circulation qui leur coûte la victoire. En 1964, il s’y classera treizième, à nouveau sur Ferrari 250 GTO, avec l’écurie Francorchamps.

### Après la compétition

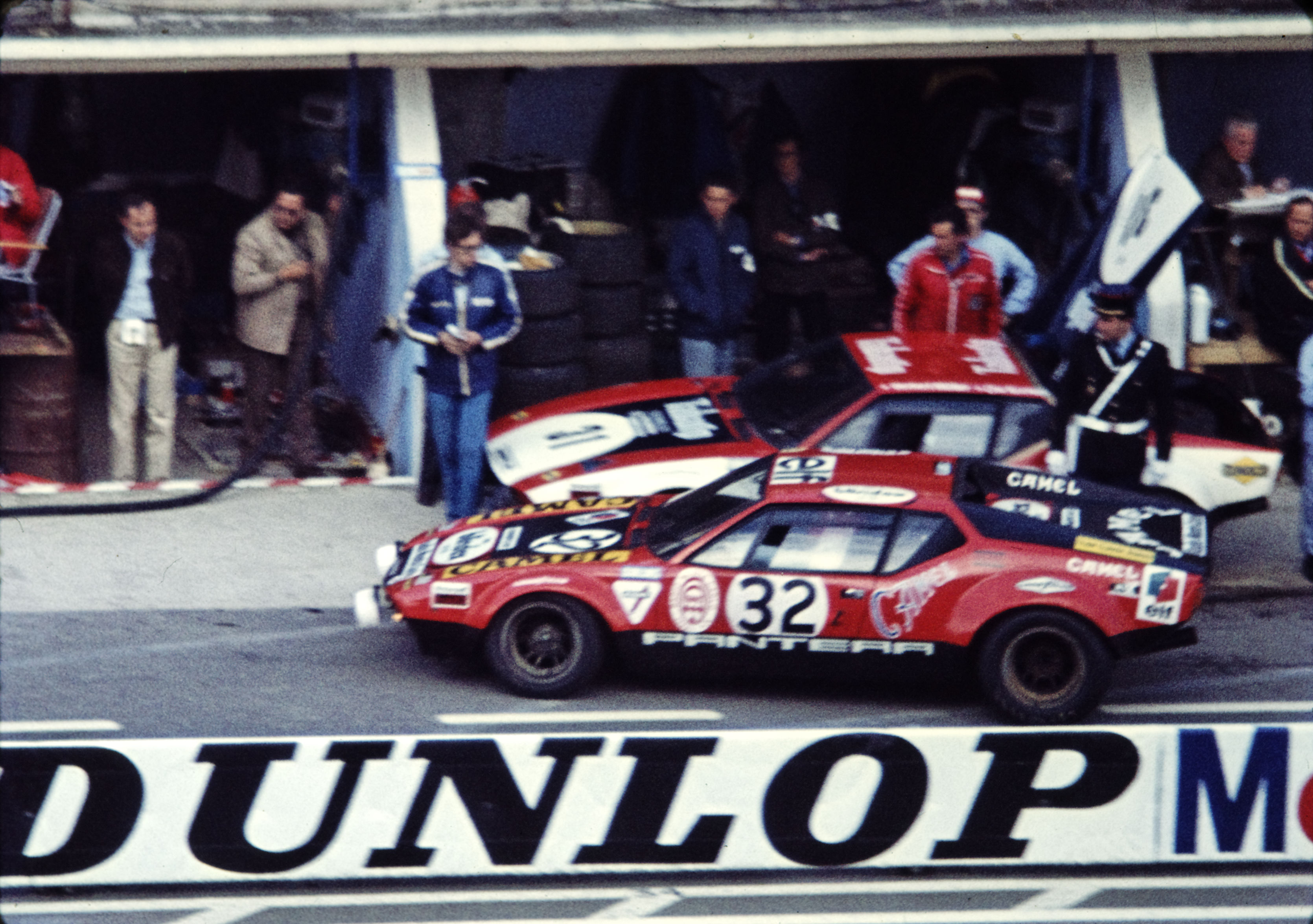
La De Tomaso Pantera des 24H du Mans 1972.

Claude Dubois, qui s’était installé comme distributeur automobile en 1967, poursuit sa carrière dans ce domaine après son retrait de la compétition. En plus de Shelby, il devient importateur d’AC Cars pour le Benelux, puis plus tard importateur Chrysler et De Tomaso. Il engagera d’ailleurs sous son nom une De Tomaso Pantera aux 24 Heures du Mans 1972, pilotée par Jean-Marie Jacquemin et Yves Deprez qui se classeront à la seizième place.
Plus tard, il continuera à rester passionné de compétition automobile, et, devenu l’un des doyens du sport automobile belge, il racontera volontiers les anecdotes de sa carrière dans les salons automobiles, et ce jusqu’à quelques semaines avant sa mort survenue le 7 février 2022.

## Publication
- Claude Dubois et Paul Frère, Une vie sur quatre roues, Nîmes, Éditions du Palmier, 2004, 157 p. (ISBN 978-2-914-92040-7).

## Dans la fiction
Claude Dubois est représenté dans la série de bande-dessinée franco-belge Michel Vaillant, où il est coéquipier du héros dans l’album Le 13 est au départ, publiée dans le Journal de Tintin en 1960. La Vaillante qu’il partage avec Lucien Bianchi termine à la deuxième place des 24 Heures du Mans, derrière Michel Vaillant et Steve Warson.